# Giuseppe La Farina
Giuseppe La Farina (Messina, 20 luglio 1815 – Torino, 5 settembre 1863) è stato un patriota, saggista e politico italiano.
Fu lo zio di Annibale Maria di Francia, canonizzato nel 2004, avendone sposato una sorella del padre, Maria Luisa.

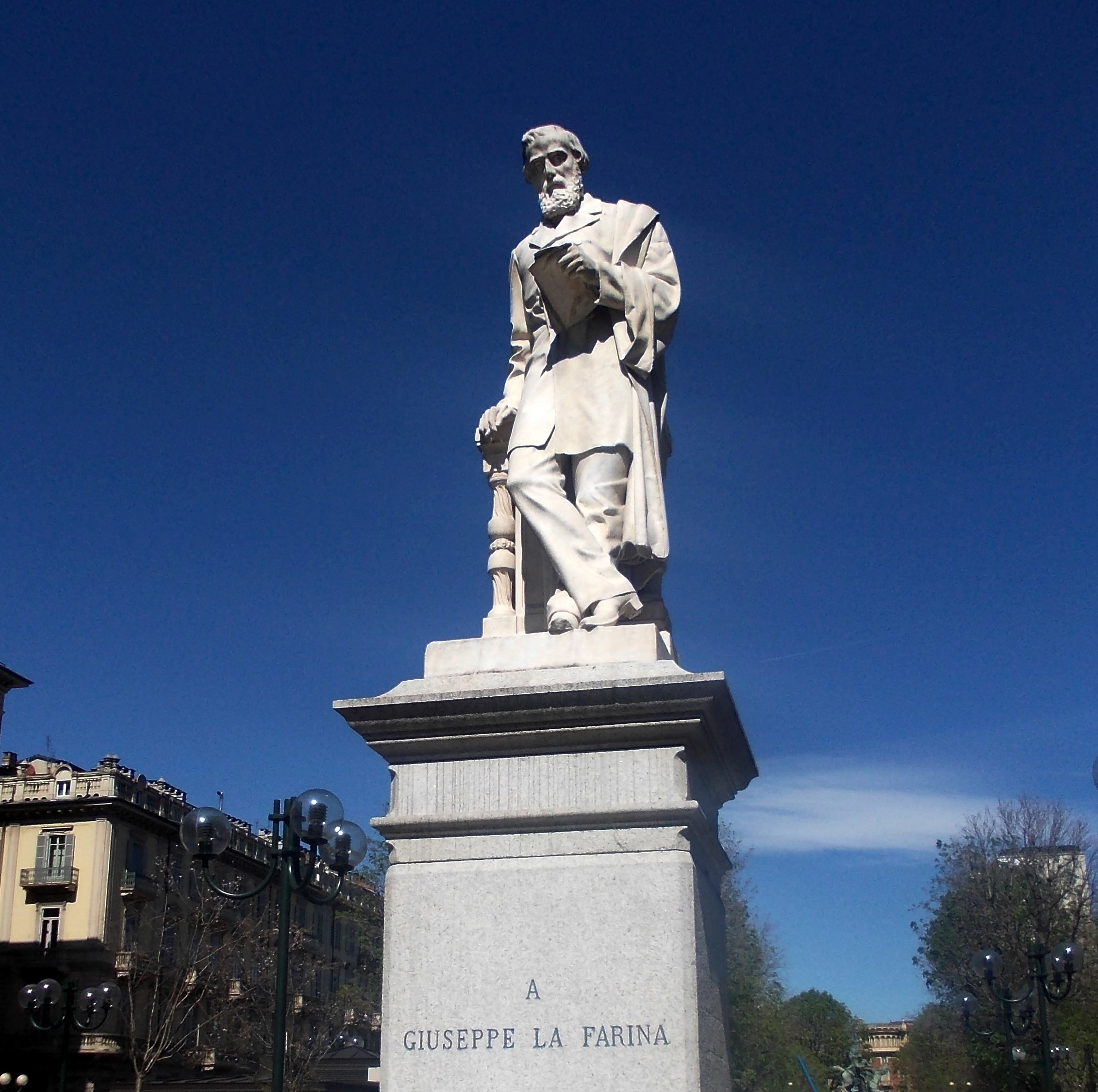
Monumento a Giuseppe La Farina, Torino dello scultore Michele Auteri Pomar

## Biografia
Già in gioventù fu di simpatie mazziniane. Nel 1835 si laureò in diritto all'università di Catania.
Letterato e storico, collaborò con le Effemeridi letterarie messinesi. Fondatore e redattore di numerosi giornali, tra i quali L’Alba (1847), fu autore di opere storiche e politiche (Studi sul secolo XIII; L'Italia dai tempi antichi fino ai nostri giorni), geografiche (L'Italia nei suoi monumenti; Messina e i suoi monumenti) e letterarie (Studi sopra alcuni canti della Divina Commedia) e membro dell'Accademia Peloritana dei Pericolanti. Nel 1837, accusato di partecipazione a società segrete, dovette lasciare Messina e si trasferì a Firenze.
Tornato nell'isola con la rivoluzione siciliana del 1848, condusse la Legione universitaria della Sicilia contro i Borbone e fu deputato di Messina al parlamento siciliano dal marzo 1848 al 1849 ed incaricato come diplomatico, assieme ad Emerico Amari, di offrire la corona siciliana al Duca di Genova. Nell'agosto fu ministro dell'istruzione nel governo del Regno di Sicilia e a settembre della Guerra.
Nell'aprile 1849 lasciò l'isola, rioccupata dai borbone.
Esiliato dapprima in Francia, e dal 1854 in Piemonte, continuò gli studî storici e le pubblicazioni. Verso la fine del 1856 assieme a Daniele Manin e a Giorgio Pallavicino Trivulzio fondò la Società nazionale italiana, una associazione avente l'obiettivo di orientare l'opinione nazionale verso il Piemonte di Cavour. Da segretario della Società nazionale si prodigò nell'organizzare l'impresa di Garibaldi in Sicilia, con uomini, armi e denaro.
Fu eletto nell'aprile 1860 nel parlamento sabaudo e votò a favore della cessione di Nizza. Uomo di fiducia di Cavour, La Farina venne spedito il 1º giugno in Sicilia per controllare l'operato di Garibaldi, che stava conquistando l'isola. Tuttavia a luglio verrà espulso da Palermo da Garibaldi, che non gli perdonava il suo voto a favore su Nizza. Nell'ottobre 1860 fu nominato Consigliere di Stato. Nel dicembre 1860 fu consigliere della Luogotenenza del Re per la Sicilia per la sicurezza e gli affari interni.
Eletto deputato al primo parlamento italiano nel febbraio 1861, nel collegio di Messina, fu nominato vicepresidente della Camera nel maggio 1863.
Fu membro dal 1860 delle Logge massoniche "Ausonia" e "Il Progresso" di Torino e nel 1862 della Loggia "Osiride", pure di Torino.
Si spense nel settembre 1863 e fu tumulato a Torino; le sue ceneri furono poi trasferite a Messina nel 1872 per l'inaugurazione del Gran Camposanto.

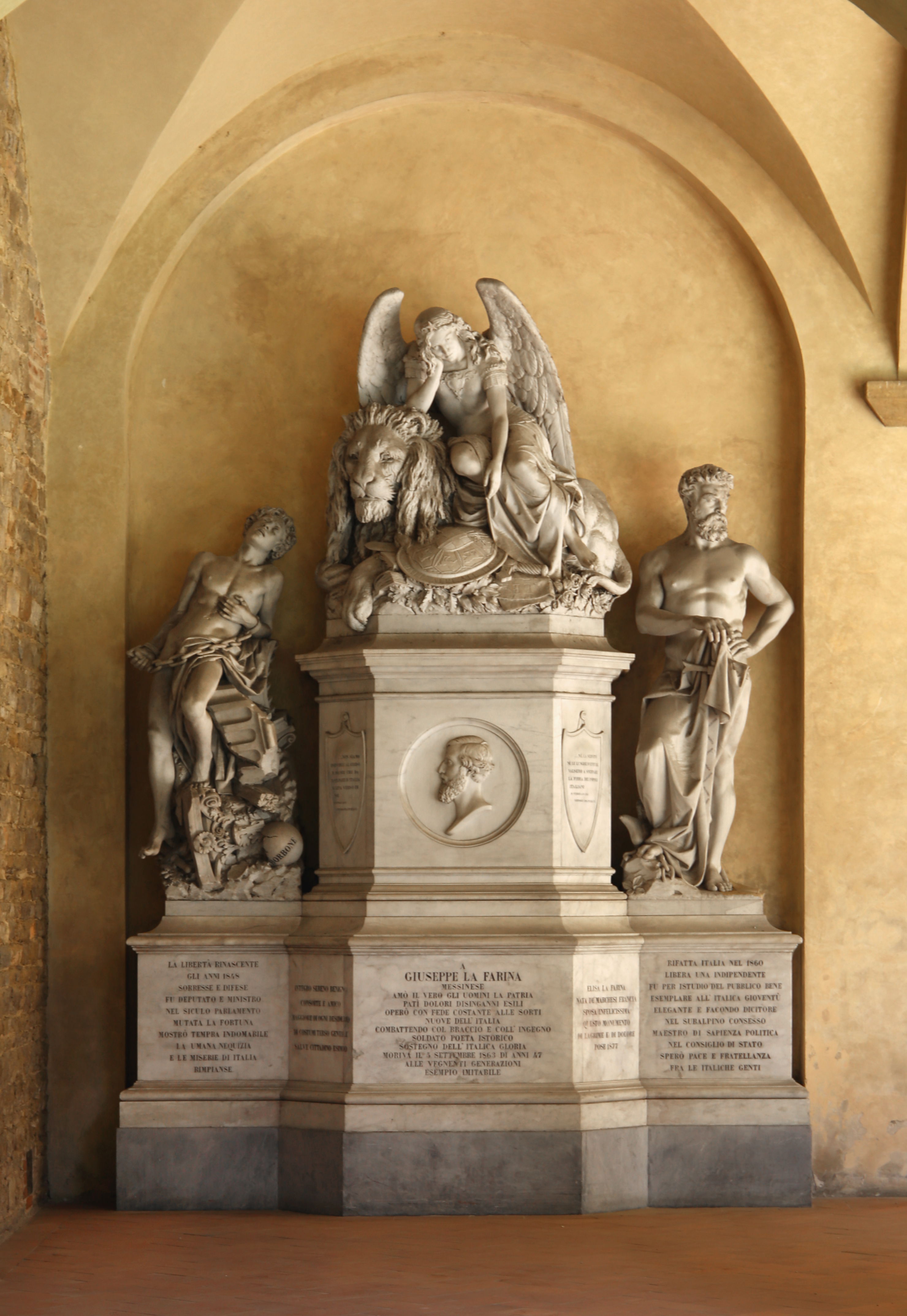
Firenze: cenotafio di Giuseppe La Farina dello scultore Michele Auteri Pomar

## Riconoscimenti
A Firenze, sul lato nord del chiostro della Basilica di Santa Croce, è presente un monumento a lui dedicato riportante sul fronte la seguente iscrizione: «A Giuseppe La Farina - messinese - Amò il vero gli uomini la patria - patì dolori disinganni esili - operò con fede costante alle sorti nuove dell'Italia combattendo col braccio e coll'ingegno - soldato poeta istorico sostegno dell'italica gloria moriva il 5 settembre 1863 di anni 47 - alle vegnenti generazioni esempio imitabile».

A Torino, nella centralissima Piazza Solferino, è stato eretto in suo onore un monumento in marmo bianco che lo effigia nell'atto di leggere un documento. L'iscrizione recita: «Storico illustre antesignano e strenuo propugnatore dell'unità e libertà d'Italia».
A Messina, la sua città natale, gli è stato intitolato un Liceo Ginnasio Statale Classico e una delle principali arterie cittadine.
La Regia Marina ha chiamato un cacciatorpediniere "Giuseppe La Farina", varato nel 1919.

## Opere principali
- Messina e i suoi monumenti, Messina, 1840
- L'Italia con i suoi monumenti e le sue leggende, Firenze, 1842
- Studi storici sul secolo XIII, Firenze, 1842
- La guerra del vespro siciliano, Palermo, 1843
- Storia d'Italia narrata al popolo italiano, 1846
- Istoria documentata della rivoluzione siciliana (1846-49), Capolago, 1850
- Storia d'Italia dal 1815 al 1850, (6 voll.), Torino, 1851
- Gli Albigesi, Genova, 1855 (romanzo)
- Sicilia e Piemonte: lettere ad un amico in Sicilia, Firenze, 1857
- Sulle presenti condizioni d'Italia: pensieri, Firenze, 1862
- Scritti politici, (introd. di Denis Mack Smith), Palermo, 1972[è una raccolta postuma, non è la sezione adatta per citarla]